# The Parselmouths
Le Parselmouths sono un gruppo indie-wizard rock, formato nel 2004 a Renton (Washington), da Kristina Horner e Brittany Vahlberg. Come tutte le altre band wizard rock, le Parselmouths scrivono canzoni completamente ispirate alla saga di Harry Potter, scritta dall'autrice britannica J. K. Rowling, tuttavia una differenza che le contraddistingue in modo sostanziale da gruppi quali Harry and the Potters e Draco and the Malfoys è che i due membri principali si sono create due personaggi fittizi, due ragazze della casata di Serpeverde, che hanno inserito nell'universo potteriano con la loro musica.
Sin dalla sua formazione nel 2004, il gruppo ha pubblicato tre album studio (uno dei quali disponibile esclusivamente su iTunes) e un EP, ed ha inoltre collaborato a cinque compilation. Nel 2007, MTV ha classificato le ragazze come terzo "Miglior Gruppo Wizard Rock" dell'anno, e le ha anche intervistate segnando la loro prima apparizione televisiva.

## Storia

### Origini
Nel 2004, Kristina e Brittany assistettero ad un concerto dei pionieri del wizard rock Harry and the Potters, tenutosi alla libreria dell'università di Seattle. Essendo le due già musiciste, presero da lì l'idea di creare un gruppo proprio, rappresentando la prospettiva di due ragazze fittizie della casata Serpeverde
"La premessa della band era quella di creare e rappresentare in modo più realistico possibile le ragazze di Serpeverde, poiché secondo i due membri originari Pansy Parkinson e Millicent Bullstrode vengono dipinte nella storia in modo piuttosto bidimensionale, mentre Kristina e Brittany avrebbero provato a dare profondità ad una casata che viene solitamente molto criticata per contenere solamente un gruppo di ricchi ragazzini viziati. Le due si sono inserite nel mondo potteriano come ragazze Serpeverde sciocche, pazze per i ragazzi e meschine, ma l'intento delle Parselmouths è quello di far intendere il messaggio più profondo contenuto in molte delle loro canzoni. Proprio come Draco ha mostrato la propria debolezza in Harry Potter e il principe mezzosangue, Kristina e Brittany delle Parselmouths tentano di mostrare al pubblico che i Serpeverde non sono tutti solo malvagi".

### 2008: espansione
All'inizio del 2008, la band annunciò il fidanzamento ed imminente matrimonio di Brittany, che avrebbe quindi lasciato il gruppo. Nello stesso annuncio, le due componenti principali introdussero due nuovi membri: Eia Waltzer e Nick Horner. Eia ha iniziato a registrare con Kristina e Brittany già da prima che quest'ultima lasciasse il gruppo, e nel terzo album Pretty in Pink (and Green) c'è perfino una canzone a lei dedicata. Inoltre, ella ha cantato come corista e suonato le tastiere nella maggior parte delle canzoni di tale album.

Nick è, invece, il fratello minore di Kristina, che ha iniziato a suonare la batteria in sostituzione dell'ex-batterista del gruppo John Platter, che se n'era andato dopo il tour estivo della band del 2007. Nick non venne ufficialmente accreditato come batterista della band fino a maggio del 2008, mese durante il quale fu inserito come componente ufficiale del gruppo nella pagina MySpace di quest'ultimo. Da componente ufficioso ha suonato la batteria nell'album Pretty in Pink (and Green), nel quale infatti non è stato accreditato.
Da quando Brittany ha lasciato il gruppo, i pezzi di chitarra sono suonati da Lauren Fairweather, chitarrista di un'altra band wizard rock chiamata The Moaning Myrtles.

### Brittany lascia il gruppo
Nel 2008, Kristina postò un video blog nel suo canale YouTube (chiamato fiveawesomegirls) nel quale annunciava che Brittany avrebbe lasciato il gruppo. Il fatto, oltre ad essere menzionato nella pagina Twitter di Brittany, venne ufficializzato sul MySpace ufficiale del gruppo, dove Kristina scrisse: "Niente di tutto ciò è stato deciso con cattiveria, e non è altro che il prodotto del suo matrimonio e del fatto che sarà troppo occupata per continuare a viaggiare con me per tutto il paese per i concerti".
Da quel momento l'ormai ex-fidanzato di Kristina, Alex Day (conosciuto su YouTube come Nerimon), iniziò a suonare la chitarra per il gruppo nei live, e cantò da corista per tre tracce del nuovo album delle Parselmouths. Tuttavia, da agosto del 2009 anche Alex lasciò definitivamente la band, sia per la fine della sua relazione con Kristina, sia per il fatto che egli fosse di nazionalità inglese. Kristina tutt'oggi porta avanti il gruppo da sola o insieme a dei membri temporanei.

### Formazione
Kristina Horner, 21 (voce, basso, flauto)

Eia Waltzer, 21 (coro, tastiere)

### Ex componenti
Nick Horner, 15 (batteria nel 2008)

John Platter, 18 (batteria nel 2006-2007)

Brittany Vahlberg, 21 (chitarra, coro, violino nel 2004-2009)

## Discografia

### Album studio
- Sssss (2006)
- Pretty in Pink (and Green) (2008)
- Spattergroit (2009)

### EP
- Illegal Love Potion (2007)

### Collaborazioni
- "Snape vs. Snape" (con i Ministry of Magic)
- "Durmstrang Boy" (con i Chameleon Circuit)

## Premi
- Premio Wizrocklopedia People's Choice del 2007 per "Miglior Folk".
- Terza migliore band wizard rock di MTV del 2007.